# Vigsnæs Sogn
Vigsnæs Sogn 
ist eine Kirchspielsgemeinde (dän.: Sogn)
auf der Insel Lolland im südlichen Dänemark.
Bis 1970 gehörte sie zur Harde Musse Herred im damaligen Maribo Amt, danach zur Sakskøbing Kommune im Storstrøms Amt, die im Zuge der  Kommunalreform zum 1. Januar 2007 in der Guldborgsund Kommune in der Region Sjælland aufgegangen ist.
Im Kirchspiel leben 129 Einwohner (Stand: 1. Januar 2023).
Im Kirchspiel liegt die Kirche „Vigsnæs Kirke“.
Nachbargemeinden sind im Südosten Majbølle Sogn und im Süden Tårs Sogn.